# C. J. Cherryh
Carolyn Janice Cherry (St. Louis, Missouri, 1942. szeptember 1. –) amerikai sci-fi szerző.

## Élete
Bölcsészként kezdett tanítani a John Marshall High Schoolban (Oklahoma City), majd az írás felé fordult. Egy aszteroidát is elneveztek róla: 77185 Cherryh.

## Munkássága
1976-ban jelent meg első kötete, azóta számtalan tudományos-fantasztikus regényt és novellát írt.

### Díjak, nevezések
- 1977 John W. Campbell-díj
- 1979 Hugo-díjas novellák – Cassandra (Kasszandra)
- 1982 Hugo-díjas regények – Downbelow Station (Mélyállomás)
- 1986 Hugo-díjas kisregények – The Scapegoat (A bűnbak)
- 1989 Hugo-díjas regények – Cyteen
- 1988 Locus-díj – Cyteen
- 1978 Nebula-díjas regények – The Faded Sun: Kesrith
- 1978 Nebula-díjas kisnovellák – Cassandra (Kasszandra)
- New England Science Fiction Association
- 1988 Edward E. Smith-emlékdíj (The Skylark)

## Magyarul
- Mélyállomás; ford. Budai Katalin, Reiman Judit; Maecenas, Bp., 1988
- A pokol légiói; ford. Serflek Szabolcs; Új Vénusz, Bp., 1992
- Shiuan kútja. A Morgaine-ciklus második kötete; Debrecen, Phoenix, 1993 (Phoenix fantasy)
- Azeroth pokla  Morgaine-ciklus harmadik kötete; ford. Szegi György; Phoenix, Debrecen, 1993 (Phoenix fantasy)
- Ivrel kapuja; ford. Szegi György; Phoenix, Debrecen, 1993 (Phoenix fantasy)